# Distretto di Gheleb

Il distretto di Gheleb è distretto dell'Eritrea nella regione dell'Anseba, con capoluogo Gheleb.